# Giorni senza fine
Giorni senza fine (The Young Doctors) è un film drammatico statunitense del 1961, diretto da Phil Karlson.

## Trama
Due patologi, uno anziano e assogettato alla burocrazia, l'altro giovane e deciso nella sua crescita professionale, vivono dei forti contrasti legati a due casi che li coinvolgono a livello personale.